# Leucemia mieloide cronica
La leucemia mieloide cronica (LMC) è una condizione clinica patologica determinata dalla proliferazione monoclonale incontrollata di una sola cellula multipotente che è andata incontro a trasformazione neoplastica. La malattia può coinvolgere le linee mieloide, monocitica, eritroide, megacariocitica e talora anche il compartimento linfoide.
Gli anni 2005-2010 hanno visto un cambiamento radicale nella terapia e nella prognosi della leucemia mieloide cronica, ottenuto grazie all'utilizzo delle conoscenze sulla patogenesi molecolare della malattia; il miglioramento è stato paragonato alla scoperta degli antibiotici per il trattamento delle malattie causate da batteri.
Vi sono molti trattamenti possibili per la leucemia mieloide cronica, ma lo standard per le nuove diagnosi è la terapia con imatinib. Rispetto alla maggior parte dei farmaci anti-tumorali, l'imatinib possiede relativamente pochi effetti collaterali e può essere assunto per via orale al proprio domicilio. Con questo farmaco, più del 90% dei pazienti sono in grado di mantenere la malattia sotto controllo per almeno cinque anni, in modo che la condizione cronica diventi gestibile.

## Epidemiologia
L'incidenza nei paesi industrializzati è di 2 casi per 100 000 persone/anno; per quanto riguarda il sesso, il più colpito è quello maschile (rapporto M:F= 2:1). Colpisce ad ogni età, il 20-25% dei casi ha un'età superiore ai 60 anni. L'età mediana alla diagnosi è di 45-50 anni; in Italia vi sono circa 800-1000 nuovi casi ogni anno e il numero totale di pazienti è di circa 10 000, in costante aumento.

## Eziologia
La causa è da riscontrare in un'anomalia clonale della cellula staminale mieloide. La LMC è una delle prime malattie per cui sia stato possibile individuare una specifica anormalità cromosomica quale causa della malattia: il cromosoma Philadelphia (o Ph) così chiamato in onore della città americana in cui venne scoperto. Il cromosoma Ph è il risultato della traslocazione del gene Abelson (ABL) dal cromosoma 9 a una regione del cromosoma 22 denominata regione di raggruppamento dei punti di rottura, breakpoint cluster region (BCR) in inglese, con la formazione di un gene chimera BCR/ABL. Tale difetto cromosomico è presente nel 100% dei pazienti con LMC ma anche nel 30-50% dei pazienti adulti con leucemia linfoblastica acuta (ALL). Nella proteina di fusione risultante dalla traslocazione, parte del prodotto del gene ABL (Abl), è fuso alla porzione aminoterminale del prodotto del gene BCR (Bcr).
Esistono due differenti forme di BCR/ABL, una del peso molecolare di 210 kDa associata alla LMC e alla leucemia linfatica acuta cromosoma philadelphia positiva (LLA Ph+), e una del peso molecolare di 190 kDa associata principalmente alla LLA Ph+. Il differente peso molecolare deriva dal diverso numero di aminoacidi codificati dal gene BCR che entrano nella struttura della molecola.
Nella parte di Abl che partecipa alla fusione è contenuto un dominio ad attività tirosino-chinasica, cioè con capacità di fosforilare (cioè di trasferire gruppi fosfato donati da una molecola di ATP) residui di tirosine appartenenti a proteine in grado di legarsi ad Abl e per questo dette substrati. Il risultato di questa fusione è quello di rendere l'attività chinasica di Bcr/Abl (eredidata da Abl) costitutiva; in altre parole l'attività tirosinico-chinasica di Bcr/Abl non è più regolata, a differenza che nella proteina normale Abl. Inoltre Bcr/Abl viene anche delocalizzata; mentre Abl normale è una proteina nucleare, Bcr/Abl è esclusivamente localizzata nel citoplasma. La deregolazione e la delocalizzazione dell'attività chinasica di Bcr/Abl portano all'attivazione inappropriata di vie di trasduzione del segnale quali le vie di Ras/Raf, PI3 chinasi/Akt e all'aumento dei livelli di Bcl2; questi fenomeni trasferiscono alla cellula Bcr/Abl+ forti segnali di tipo proliferativo e antiapoptotico, mentre la differenziazione cellulare non è inizialmente compromessa.
La proteina Bcr/Abl è stata una delle prime tirosino-chinasi a essere chiaramente associata con una neoplasia umana. L'attività chinasica di Bcr/Abl è indispensabile affinché questa possa svolgere un ruolo patogenetico; mutazioni di Bcr/Abl che ne inattivano l'attività chinasica infatti inibiscono anche la crescita neoplastica.
La leucemia mieloide cronica è l'unica leucemia cronica presente nell'età pediatrica, è piuttosto rara ed è classificata in tre principali forme: leucemia mielomonocitica giovanile, leucemia mieloide cronica ph+, e in leucemia mieloide cronica ph-.

## Sintomatologia
Anche se può mostrarsi asintomatica si evidenziano astenia, dolore alle ossa, febbre, sanguinamento gengivale e splenomegalia. Da un punto di vista clinico il decorso della malattia si divide in tre fasi: una prima fase cronica, della durata di circa 5 anni, che attraverso l'accumulo di ulteriori mutazioni o altre lesioni genetiche evolve in una fase intermedia di accelerazione e in una fase finale di trasformazione in leucemia acuta (crisi blastica), invariabilmente fatale.

## Terapia
L'idrossiurea fu introdotta negli anni '70 e sostituì il busulfan per la sua maggior maneggevolezza nel controllo della soppressione midollare e per la mancanza di tossicità polmonare.
Negli anni '80 fu sperimentato nei pazienti affetti da LMC l'uso di interferone – alfa (INFa) e per tutta la decade passata schemi contenenti INFa hanno costituito la terapia di prima linea per la maggior parte dei pazienti. L'uso dell'INFa induce una risposta ematologica completa nel 50-70% dei pazienti e una risposta citogenetica (definita come una % di cellule midollari Ph+ inferiore al 35%) nel 10-20% dei casi. Questo significa che sia l'INFa, sia tutti i farmaci che l'avevano preceduto non erano in grado di ripristinare un'emopoiesi normale nella maggior parte dei pazienti trattati. Inoltre la terapia con INFa è gravata da alcuni effetti collaterali anche importanti: sintomi simil influenzali, calo ponderale e, meno frequentemente, diarrea, stomatite e neurotossicità che si presenta con depressione e deficit mnesici.
Gli agenti alchilanti e l'INFa non hanno comunque un effetto curativo sulla LMC, riuscendo tutt'al più a ritardare di alcuni mesi l'inevitabile evoluzione verso la crisi blastica. Fino ad oggi le speranze di un approccio eradicante sono state riposte nel trapianto allogenico di cellule midollari. Questa metodica è però gravata da tossicità gravi, anche mortali ed anche a lungo termine; ad esempio il rischio acuto (30-60 giorni) di mortalità legata al trapianto varia dal 10% al 30-40% a seconda di vari fattori quali l'età del paziente, la fase della malattia, il tipo di trapianto (da donatore consanguineo o no). Inoltre questa terapia è proponibile, data la tossicità insita nella terapia, solo a pazienti giovani, di età inferiore a 50-55 anni nel caso di trapianto da familiare e a 40-45 anni nel caso in cui il donatore non sia consanguineo, e nei casi in cui sia presente un donatore compatibile. Tenendo conto anche che l'età media di insorgenza della LMC è di 45-50 anni, risulta evidente come questa terapia sia comunque proponibile solo a una minoranza di pazienti. Nel complesso sia l'uso di IFNa che il trapianto di midollo non avevano modificato in maniera sostanziale la mortalità nella LMC, che uccideva almeno metà dei pazienti colpiti entro 2-3 anni dalla diagnosi.

### Chemioterapia con imatinib e altri inibitori della tirosino-chinasi
Sulla base delle conoscenze attuali ci si può aspettare che un'interferenza farmacologica con l'attività tirosino-chinasica di Bcr/Abl possa avere un importante effetto sulla regolazione delle attività biologiche delle cellule leucemiche cr. Ph+. Bcr/Abl è una tirosino-chinasi intracellulare non recettoriale; dato che non risiede sulla membrana cellulare e non può essere quindi bloccata da anticorpi, sono necessarie piccole molecole in grado di superare la membrana cellulare e di legarsi al sito attivo dell'enzima.
Imatinib (precedentemente noto come CGP57148B e STI571) è stato sviluppato per inibire l'attività enzimatica di Bcr/Abl. Imatinib rappresenta il primo farmaco progettato per bloccare specificamente una proteina che causa un tumore umano. Dati ottenuti tra il 1996 e l'inizio del 1999 in tre laboratori nel mondo, uno dei quali in Italia (quello del prof. Carlo Gambacorti-Passerini), permisero di comprendere che imatinib aveva tutte le caratteristiche per poter diventare un farmaco innovativo. Queste ricerche infatti dimostrarono quattro importanti punti: 
- era possibile inibire la proliferazione di cellule leucemiche Ph+, sia ottenute da linee cellulari che direttamente da pazienti, in maniera specifica e a concentrazioni nanomolari, raggiungibili in vivo; l'attività su cellule normali era minima;
- l'attività biologica correlava strettamente con il grado di inibizione dell'attività enzimatica di Bcr/Abl;
- era possibile trasferire “in vivo” (cioè in modelli animali) questi risultati ottenuti “in vitro” cioè in provetta, a patto che la somministrazione di imatinib fosse tale da garantire un'inibizione continua dell'attività chinasica di Bcr/Abl; in queste condizioni era possibile eradicare la malattia in percentuali comprese tra 87% e 100% degli animali trattati;
- l'inibizione di bcr/Abl non solo induceva blocco proliferativo ma anche morte delle cellule leucemiche (apoptosi).

Quest'ultimo punto merita un'ulteriore discussione. Teoricamente il blocco dell'attività di Bcr/Abl in una cellula staminale dovrebbe riportare la cellula a funzionare come una cellula normale. Lo sviluppo di apoptosi rappresenta un fenomeno non inquadrabile in questo schema e può essere spiegato solamente col fatto che già alla diagnosi le cellule di LMC (che hanno iniziato a moltiplicarsi da 2-5 anni) contengono ulteriori lesioni geniche, e che esse sopravvivono all'attività proapoptotica indotta da molte di queste lesioni addizionali solamente grazie all'attività anti-apoptotica di Bcr/Abl, bloccata la quale l'apoptosi diviene inevitabile.
I primi studi clinici con imatinib iniziarono nella seconda metà del 1998 negli USA e nella prima metà del 1999 in Italia e in altri paesi europei. I primi risultati non tardarono a confermare le aspettative sorte dopo i test in laboratorio: nella maggior parte dei pazienti trattati i valori dell'emocromo si normalizzavano, se elevati, entro 2-4 settimane. Ma il risultato più importante arrivò dopo alcuni mesi. Infatti già a tre-sei mesi dall'inizio della terapia circa la metà dei pazienti mostrava una risposta citogenetica, generalmente completa. Questo risultato non era mai stato raggiunto nei precedenti 15 anni di tentativi. La percentuale di pazienti in risposta citogenetica saliva poi ulteriormente nei successivi mesi fino a raggiungere un valore di circa 70-80%.
Va inoltre ricordato che questi pazienti, seppure in fase cronica, non erano trattati alla diagnosi, bensì dopo diversi anni (mediamente tre) dalla diagnosi e dopo aver fallito la terapia con interferone. Uno studio effettuato successivamente ha esaminato pazienti trattati con imatinib alla diagnosi e confrontati con un gruppo di controllo trattato con interferone: in questa popolazione la percentuale di risposte citogenetiche arriva fino all'85%, all'incirca 5 volte più alto di quanto raggiunto con la miglior terapia precedente. Le risposte ottenute con imatinib hanno anche retto alla prova del tempo: infatti a 5 anni di distanza dall'inizio della terapia nel primo protocollo per cui esistono dati disponibili, oltre l'80% dei pazienti (l'83% per la precisione) che avevano ottenuto risposta citogenetica nei primi 3-6 mesi di trattamento mantiene tale risposta, e il 94% dei pazienti in risposta citogenetica completa è vivo. Questi risultati vanno valutati considerando che questi pazienti avevano, in base al decorso della malattia in era pre-imatinib, un'aspettativa di vita non superiore a 2-3 anni. È anche possibile calcolare il rischio annuo di progressione della malattia, che è compreso tra 1 e 2% nei pazienti con risposta citogenetica completa. Questo rischio è talmente basso da non penalizzare l'aspettativa di vita dei pazienti che hanno ottenuto una risposta citogenetica completa e che la hanno mantenuta per due anni. Questi pazienti infatti hanno la stessa aspettativa di vita di una persona normale, secondo quanto riportato in uno studio indipendente, a coordinazione italiana, effettuato su 832 pazienti affetti da LMC seguiti in tutto il mondo.
Gli effetti collaterali causati da imatinib sono risultati assai contenuti: essi consistono principalmente in edemi dovuti ad alterazioni nella permeabilità dei piccoli vasi, crampi muscolari e rash cutanei. L'entità di questi effetti collaterali è però assai contenuta e meno del 5% dei pazienti mostra tossicità di grado “medio o severo”. Altri effetti meno frequenti sono la comparsa di epatotossicità (in genere temporanea), ginecomastia secondaria a diminuita produzione di testosterone, riduzione della pigmentazione cutanea.
Risultati meno positivi si ottengono invece in pazienti trattati in fase di leucemia acuta (LMC in crisi blastica e LLA Ph+): mentre i tassi di risposta iniziale sono simili a quelli riportati qui sopra, la durata di queste risposte è in genere limitata ad alcuni mesi, non più di sei in genere, e seguita dallo sviluppo di resistenza a imatinib. Il fenomeno della resistenza ha rappresentato una sfida notevole dal punto di vista scientifico, e nel giro di pochi anni sono stati individuati i principali meccanismi che causano resistenza: amplificazione genica o mutazioni di BCR/ABL. In altre parole, la centralità di BCR/ABL in questa patologia si riconferma anche per ciò che riguarda lo sviluppo di resistenza: si selezionano cioè cellule che producono maggiori quantità di proteina BCR/ABL o che ne producono di un tipo modificato, contro la quale imatinib non è più attivo.
Va però detto che attualmente il problema della resistenza a imatinib è molto diminuito in frequenza per quanto riguarda la LMC, dato che i pazienti vengono trattati alla diagnosi, in fase cronica. Esso rappresenta invece un problema molto importante nella gestione dei pazienti con LLA Ph+. In questi ultimi l'uso di imatinib alla diagnosi (invece che alla recidiva) sembra consentire risultati migliori. Inoltre la disponibilità di nuove molecole, detti TKI di seconda generazione (quali bosutinib, dasatinib, nilotinib) sarà sicuramente di grande utilità nella gestione di questi pazienti. Un nuovo TKI, ponatinib, mostra attività anche contro la mutazione T315I, che genera resistenza a tutti gli TKI.

### Trapianto di midollo osseo
In uno stadio più avanzato e quando il paziente non è in grado di tollerare l'imatinib o se il paziente desidera tentare una cura permanente, allora può essere eseguito un trapianto di midollo osseo allogenico. Questa procedura comporta la chemioterapia tradizionale alte dosi e l'irraggiamento del corpo, seguiti dall'infusione di midollo osseo da un donatore compatibile. Circa il 30% dei pazienti muore in seguito a questa procedura.
Il trapianto di midollo è oggi limitato ai casi che non rispondono ai TKI e che evolvono in fase avanzata.

## Prognosi
Studi a lungo termine hanno inoltre stabilito che la terapia della LMC è oggi talmente efficace da dare ai pazienti un'aspettativa di vita normale, contro i 2-3 anni (massimo 5) dell'era "pre-imatinib". Uno studio del 2006 su 553 pazienti ha mostrato una sopravvivenza dell'89 % oltre i 5 anni, mentre il citato studio del 2011 su 832 pazienti ha registrato una sopravvivenza del 95,2 % dopo 8 anni. Meno dell'1 % dei pazienti muore oggi a causa della progressione in fase acuta della leucemia mieloide cronica.